# حزب بناء السودان
حزب بناء السودان هو حزب سياسي في السودان. تأسس في فبراير 2018 بعد دعوة من حكومة الظل السودانية ، وهي مجموعة من المهنيين الشباب الذين تعاونوا معًا لتشكيل منظمة غير أيديولوجية لإنتاج برنامج عملي لوضع حلول لمشاكل الدولة السودانية. حزب بناء السودان هو أحد الأحزاب الموقعة على إعلان الحرية والتغيير الحرية والتغيير  ، وهو تحالف قاد إسقاط الرئيس السوداني السابق عمر البشير في عام 2019.

## التاريخ
حكومة الظل السودانية هي منظمة سياسية أعلنت عن إنشائها في 24 ديسمبر 2013 في الخرطوم، السودان. بعد 5 سنوات من محاولة إصلاح البيئة السياسية في السودان، دعت حكومة الظل السودانية إلى إنشاء حزب سياسي جديد لقيادة التغيير في العملية السياسية، بهدف وقف الصراع القائم على الأيديولوجية وتحويل التنافس السياسي نحو طرح برامج تعنى بمعالجة مشاكل واهتمامات المواطنين.

## أيديولوجية
يسعى حزب بناء السودان إلى تجاوز الحدود السياسية التقليدية ليكون منظمة عابرة للأيدولوجيات.لذلك يعرف الحزب نفسه كحزب برامجي عابر للأيدولوجيا.

### عبور الأيدولوجيات
عبور الأيدولوجيات هو توجه ناشئ في الفكر السياسي الحديث، يقبل وجاهة نظر مختلف الأيدولوجيات ويسعى إلى تجميعها في حاوية براقماتية شاملة متجاوزا الثنائية الحزبية المعروفة (يمينا ويسارا). وهو توجه مختلف عن الوسطية (ثنائية الفكر) التي تتبع أحد الأيدولوجيات السياسية في جوانب وتلتزم بها وتتبع أيدولوجيات سياسية أخرى في جوانب أخرى وتلتزم بها.
حزب بناء السودان يتبنى التوجه السياسي العابر للأيدولوجيات، الذي يسعى إلى إيجاد أرضية مشتركة بين مكونات المجتمع دون انحياز مسبق، متخطيا بذلك الاستقطاب السياسي التقليدي نحو اليسار أو اليمين في أي قضية. يتم إيجاد الأرضية المشتركة عبر أساليب علمية مثبتة تسهل الحوار المجتمعي والمداولات وفض النزاعات المجتمعية والسياسية ويسعى لتشكيل برامج تنفيذية مبنية على مصالح المجتمع ككل عبر اشراك المجتمع المتحاور في صياغة البرامج التنفيذية دون فوقية. يتم صياغة هذه البرامج وفق هدي الحوار المجتمعي بواسطة فرق متكاملة من الخبراء متعددي الخلفيات الأكاديمية والخبرات.

## أهداف الحزب
تبنى الحزب وثيقة الرؤية الوطنية التي كانت قد نشرتها حكومة الظل السودانية مع بعض التعديلات لتكون حسب رؤية الحزب «وثيقة وطنية توحد السودانيين حول طموحات وآمال المستقبل وتمثل مصدر إلهام لأجيال الحاضر والمستقبل» وتتلخص الأهداف المذكورة في تلك الوثيقة فيما يلي:
1. نظام ديمقراطي مكتمل البناء والأركان يدعم تحقيق التنمية المستدامة ويعزز الوحدة الوطنية القائمة على تعدد وتنوع المكونات الإثنية والثقافية للسودان
2. قيم وطنية عليا تعبر عن كل المكونات الإثنية والثقافية السودانية يحترمها الجميع ويمارس دوره في البناء الوطني على هداها
3. حكم راشد وبناء حكومي استراتيجي التوجه يوفر خدمات عامة عالية الجودة
4. تنمية اقتصادية مستدامة تعتمد على الميزات النسبية للسودان موارداً وكفاءات
5. عقد اجتماعي يحقق العدالة الاجتماعية ويرد المظالم
6. نظام تعليمي عصري يعزز المواهب الوطنية ويزود الأجيال بمهارات ومعارف المستقبل ويدعم التنمية البشرية واستدامة النظام الديمقراطي
7. علاقات خارجية متوازنة تراعي امتدادات السودان الإقليمية والثقافية قائمة على المنفعة المتبادلة وتدعم التطور الاقتصادي وتنقل المعرفة والتقنية
8. بنية تشريعية وقانونية تدعم استدامة النظام الديمقراطي وتتواءم مع معايير حقوق الإنسان الدولية

## التاريخ الانتخابي
لم تقم أي انتخابات في السودان منذ تأسيس الحزب